# Chrysopistus
Chrysopistus es un género de escarabajos barrenadores metálicos del orden Coleoptera.

## Especies
- Chrysopistus aeneoviridis Fisher, 1930
- Chrysopistus deyrollei Thery, 1923
- Chrysopistus flammeus (Thomson, 1857)
- Chrysopistus minimus Thery, 1923
- Chrysopistus savangvattanai Baudon, 1962
- Chrysopistus sumatrensis Obenberger, 1928